# Teʻesi
Teʻesi ist ein Dorf im Distrikt Muʻa im Königreich Uvea, welches als Teil des französischen Überseegebiets Wallis und Futuna zu Frankreich gehört.

## Lage
Teʻesi liegt südlich von Mala'efo'ou und östlich von Kolopopo. Im Dorf befindet sich die Chapelle de Ste Jeanne d’Arc, die zum Bistum Wallis und Futuna gehört.